# خراردو لوگو گومس
خراردو لوگو گومس (اسپانیایی: Gerardo Lugo Gómez‎؛ زادهٔ ۱۳ مارس ۱۹۵۵) بازیکن فوتبال اهل مکزیک بود.
از باشگاه‌هایی که در آن بازی کرده‌است می‌توان به باشگاه فوتبال لئون و باشگاه فوتبال کروز آزول اشاره کرد.
وی همچنین در تیم ملی فوتبال مکزیک بازی کرده‌است.